# Piazza Mercanti
Piazza Mercanti (piazza di Mercant in milanese) è una piazza di Milano creata come centro della vita cittadina in epoca medioevale, successivamente trasformata in via Mercanti. Per piazza Mercanti si intende, nel linguaggio quotidiano, la piazza circoscritta dal palazzo della Ragione, la Casa dei Panigarola e la Loggia degli Osii.

## Storia

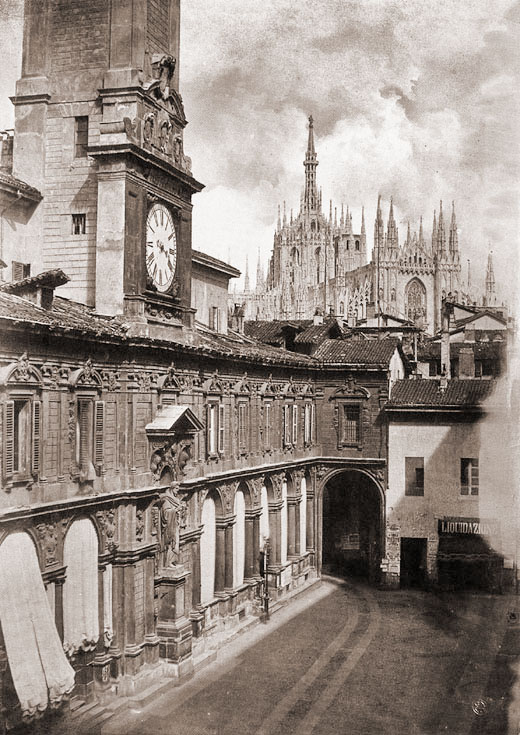
L'antica piazza Mercanti (ora via Mercanti) nel 1860, con ancora il caratteristico passaggio coperto per il duomo, che si vede al centro dell'immagine e che era chiamato porta della Pescheria Vecchia, in seguito demolito

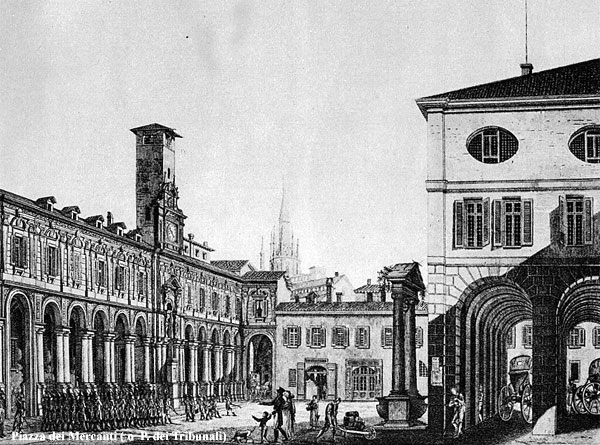
La piazza come appariva nel periodo napoleonico

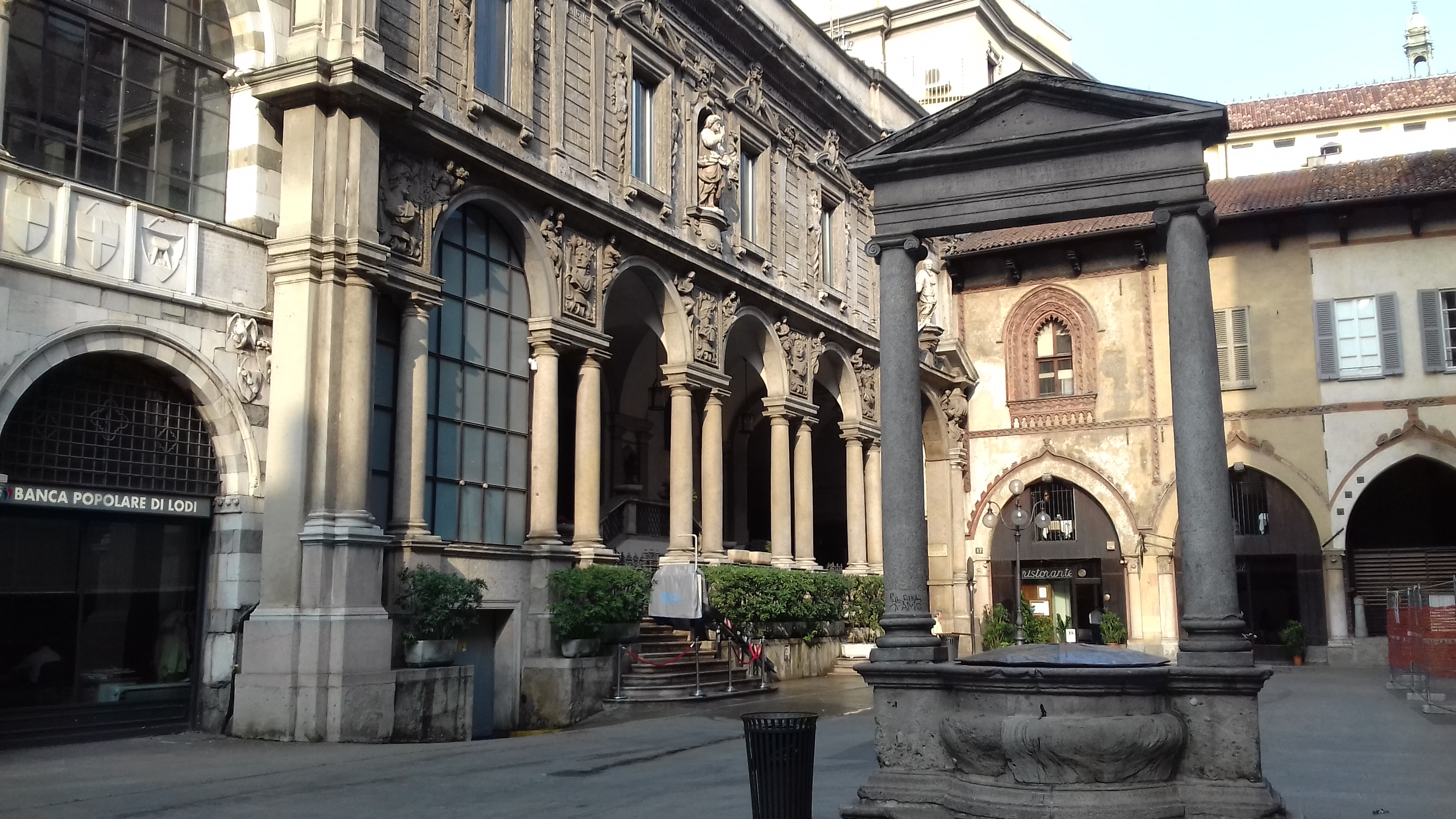
Il lato sud-est della piazza

Si venne a creare a partire dalla metà del XIII secolo con una pianta rettangolare, in origine più ampia dell'attuale. Vi si aprivano sei accessi riferiti agli altrettanti sestieri cittadini. Le vie attigue prendevano il nome delle diverse attività svolte: Armorari, Spadari, Cappellari, Orefici, Speronari, Fustagnari.
I principali palazzi della piazza sono:
- il palazzo della Ragione (Broletto Nuovo)
- la Loggia degli Osii
- le Scuole Palatine
- la Casa dei Panigarola

Al centro venne edificato,  per volere del podestà Oldrado da Tresseno, il "palazzo della Ragione", detto anche Broletto Nuovo, terminato nel 1233 e adibito alle attività giudiziarie, che diede il nome di piazza del Broletto alla piazza stessa in epoca medioevale. Con questo edificio, costituito da una sala sovrapposta ad una loggia, si inaugura una tipologia ripresa in varie città lombarde, prima tra tutte Monza con il suo Arengario, le cui forme rimandano a quelle originarie del palazzo della Ragione, almeno nella sua forma precedente al Settecento, durante il quale subì una notevole trasformazione con la sopraelevazione. L'innalzamento risale al 1773, quando la sala con loggia comunale venne trasformata, sotto Maria Teresa d'Austria, in sede dell'archivio notarile. L'opera fu a cura dell'anziano architetto Francesco Croce (progettista, fra l'altro in Milano, della guglia più alta del Duomo). Croce realizzò l'attuale piano di sottotetto con le finestre circolari e la voltatura del portico, che prima era coperto da un'intelaiatura di travi ed assi. Il palazzo domina il lato settentrionale della piazza attuale; originariamente era però al centro di una piazza porticata a forma rettangolare, isolato dagli altri palazzi.
Sul lato occidentale si trova il "palazzo dei Notai" o "Casa dei Panigarola" (del XV secolo, in forme gotiche) e, ad angolo sul lato meridionale della piazza, il "palazzo delle Scuole palatine", edificio (barocco del 1645 ad opera di Carlo Buzzi), che venne edificato al posto del preesistente "Scuole del Broletto" del XIV secolo.
Sul lato sud, affiancato alle Scuole Palatine, si trova la "Loggia degli Osii", innalzata nel 1316 da Scoto da San Gimignano per volere di Matteo I Visconti, modificata nel XVII e XVIII secolo e ripristinata nelle forme originali nel 1904. Ospita le statue dei patroni della città e, al centro del piano superiore, la parlèra dalla quale si proclamavano gli editti.
Al centro un pozzo del secolo XVI, sormontato dal secolo XVIII da due colonne con trabeazione.
Va ricordato infine che fra il 1944 ed il 1951 la piazza ospitò la sede provvisoria della Rinascente, a seguito della distruzione sotto i bombardamenti della sede di piazza Duomo.

## Sculture

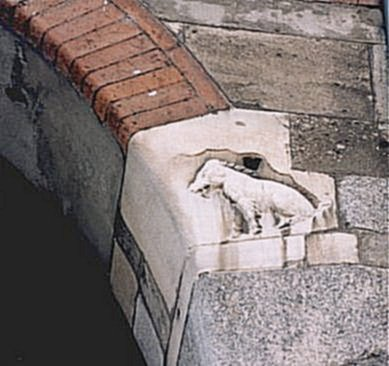
Il bassorilievo della scrofa semilanuta

Reimpiegata come imposta di una delle arcate del Broletto, si può vedere una pietra con un rilievo di epoca romana rappresentante un cinghiale, interpretato tradizionalmente come la raffigurazione della scrofa semilanuta, primo simbolo della città. La leggenda vuole infatti che il celta Belloveso avesse fondato la città di Milano nel punto stesso in cui avrebbe trovato l'animale magico, mostratogli in sogno dalla dea Belisama. Un'ingenua interpretazione dell'etimologia di Medio-lanum farebbe derivare tale nome dalla qualificazione "semilanuta" dell'animale.
Su uno dei pilastri del "Broletto Nuovo" è presente un altorilievo del secolo XIII raffigurante il podestà Oldrado da Tresseno, celebrato in un'iscrizione in cinque versi latini. La scultura è stilisticamente riferibile all'influsso di Benedetto Antelami.
Il monumento dedicato al poeta Decimo Magno Ausonio, su un arco con timpano spezzato di uno degli accessi alla piazza (il passaggio delle Scuole Palatine), e il monumento a sant'Agostino, sulla facciata delle Scuole Palatine, sono entrambe opere di Giovan Pietro Lasagna del XVII secolo, che si inseriscono nel quadro delle architetture della piazza.

## Trasporti
- Cordusio